# Vadym Sucharevs'kyj
Vadym Olehovyč Sucharevs'kyj (in ucraino Вади́м Оле́гович Сухаре́вський?; nome di battaglia "Борсук", "Tasso"; Berehove, 6 ottobre 1984) è un militare ucraino, dal 2024 vice comandante delle Forze armate ucraine e comandante delle Forze dei sistemi senza pilota fino al giugno 2025.

## Biografia
Vadym Sucharevs'ky è nato a Berehove, nella Transcarpazia parte della RSS Ucraina, il 6 ottobre 1984. Nel 2002 si è diplomato al liceo militare di Mukačevo ed è entrato nell'esercito ucraino. Da febbraio a ottobre 2004, come parte della 6ª Brigata meccanizzata, ha partecipato alla missione di mantenimento della pace in Iraq. Ha preso parte alla battaglia di Al-Kut.
Nel 2009 si è laureato presso l'Accademia nazionale delle forze terrestri, parte del Politecnico di Leopoli. Trasferito alle Forze aeromobili ucraine, dal 2011 al 2014 è al comando della 3ª Compagnia del 1º Battaglione dell'80º Reggimento aeromobile, venendo notato per la sua abilità dal comandante del reggimento.
Il 13 aprile 2014 Sucharevs'ky ha preso parte alla prima battaglia della guerra del Donbass, arrivando in soccorso dell'unità speciale "Alfa" del SBU. Sparando dal suo veicolo trasporto truppe verso i combattenti russi sotto il comando di Igor' Girkin è diventato noto per essere stato il primo soldato ucraino ad aprire il fuoco contro gli invasori. Il 16 agosto è stato ferito nella battaglia dell'aeroporto di Luhans'k.
Dal 2014 al 2016 ha studiato presso l'Università Nazionale della Difesa dell'Ucraina. A partire dal 2016 è stato al comando del 503º Battaglione fanteria di marina, svolgendo missioni di combattimento nell'area di Mariupol'. Nel 2021 è diventato capo di stato maggiore della 35ª Brigata fanteria di marina. A febbraio 2022 è stato nominato comandante della 59ª Brigata motorizzata "Jakiv Handzjuk", che ha guidato per i due anni successivi durante l'invasione russa dell'Ucraina. Il 18 giugno è stato insignito del titolo di Eroe dell'Ucraina, la più alta onorificenza del paese.
Il 9 febbraio 2024 è stato nominato vice comandante delle Forze armate dell'Ucraina e assegnato al comando delle neonate Forze dei sistemi senza pilota, incarico che ha assunto ufficialmente il 10 giugno. Il 3 giugno 2025 è stato sostituito a capo delle Forze dei sistemi senza pilota da Robert Brovdi, comandante della celebre Brigata droni "Birds of Madyar", ricevendo l'incarico di vice comandante del Comando operativo "Est".